# Новоселівка Друга (Волноваський район)
Новосе́лівка Друга — село Мирненської селищної громади Волноваського району Донецької області, Україна. Населення становить 439 осіб.

## Загальні відомості
Відстань до Бойківського становить 25 км і проходить автошляхом Т 0512.

## Населення
За даними перепису 2001 року населення села становило 439 осіб, із них 15,95 % зазначили рідною мову українську та 84,05 % — російську.